# Lars Ludvig Weser
Lars Ludvig Weser, född 15 augusti 1779 i Sala stadsförsamling, Västmanlands län, död 7 februari 1831 i Sankt Nikolai församling, Stockholms stad, var en svensk borgmästare och politiker.

## Biografi
Lars Ludvig Weser föddes 1779 i Sala. Han blev 1813 rådman i Stockholms stad och 1826 byggningsborgmästare i Stockholm. Weser var riksdagsledamot för borgarståndet i Stockholms stad vid riksdagen 1828–1830 och var suppleant i riksbankens styrelse från 1829 till 1831. Han avled 1831 i Stockholm.